# Paul Nougé
Paul Nougé (13. února 1895, Brusel – 6. listopadu 1967, Brusel) byl belgický surrealistický teoretik, básník, fotograf, formálním vzděláním biochemik.
Vystudoval biochemií a v letech 1919–1953 pracoval v lékařské laboratoři. V roce 1919 stál u zrodu Komunistické strany Belgie. Umělecky se zprvu angažuje v dadaistickém prostředí, ze kterého se postupně v polovině 20. let vytvořila bruselská surrealistická skupina (při vzniku této skupiny bylo důležité vydávání pamfletů Correspondances spolu s Camillem Goemansem a Marcelem Lecomtem) a až do druhé světové války hrál (ještě zejména spolu s René Magrittem) důležitou roli při fungování skupiny. Po válce žil v Magritteově stínu na okraji chudoby.